# Sonia Delaunay-Terk

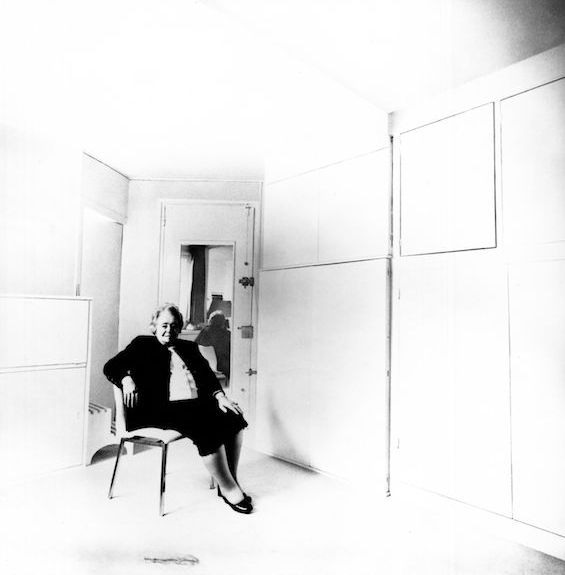
Sonia Delaunay-Terk

Sonia Delaunay-Terk, född som (Sara Stern ryska: Сара Эльевна Штерн: Sara Eljevna Sjtern)  14 november 1885 i Gradizk, Guvernementet Poltava, död 5 december 1979 i Paris, Frankrike, var en ukrainsk-fransk konstnär.
Sonia Delaunay-Terk, som var av judisk börd, var gift med Robert Delaunay och i likhet med sin make målade hon orfistiska konstverk med betoning på cirkelformer och färgernas optiska inverkan.

## Biografi
Som femåring flyttade hon med familjen till Sankt Petersburg och som tjugoåring till Karlsruhe i Tyskland, där hennes passion för konst ledde till att hon gick en teckningskurs vid Akademie der Bildenden Künste i Karlsruhe mellan 1903 och 1905. Hon kom till Paris 1906 och gifte sig med Robert Delaunay år 1910.
Under sin konstnärsutbildning vid Académie de la Palette utförde hon verk som tydligt var influerade av Paul Gauguin, Vincent van Gogh och fauvisterna. År 1914 hade Salon des Indépendants en sektion kallad "Prismes Electrique", vari hon deltog tillsammans med Aleksander Archipenko, Kazimir Malevitj, Vadim Meller och Aleksandra Ekster. Samma år flyttade hon till Madrid och vidare till Portugal för att undkomma första världskriget 1915–1916. Sonia Delaunay fick här sitta i husarrest i sex veckor, anklagad för spioneri. Paret mötte flera portugisiske konstnärer som de blivit bekanta med i Paris. Sonia Delanay-Terk målade många bilder från portugisiska marknader och därtill akvareller och keramikplattor.
År 1920 kom hon tillbaka till Paris och öppnade 1924 en modeateljé tillsammans med Jacques Heim. År 1925 deltog hon på utställningen: "Exposition Internationale des Arts Decoratifs et Industriels Modernes" i Paris samman med Natan Altman, Aleksandra Ekster, Vadim Meller, Anatolij Petritskij och David Sjterenberg. Hon visade arbeten i måleri, textilier och teaterkulisser (scenografi).
År 1964 blev hon den första levande kvinnliga konstnär som fick en retrospektiv utställning i Louvren. Hon tilldelades Hederslegionen 1975. Målningen "Coccinelle" blev 2004 frimärke både i Frankrike och Storbritannien för att fira 100 år med Entente Cordiale.
Hon finns representerad vid bland annat Göteborgs konstmuseum, Moderna museet och Skissernas museum.

## Utmärkelser
Asteroiden 6938 Soniaterk är uppkallad efter henne.